# Kolla pronotalis
Kolla pronotalis är en insektsart som beskrevs av William Lucas Distant 1918. Kolla pronotalis ingår i släktet Kolla och familjen dvärgstritar. Inga underarter finns listade i Catalogue of Life.